# Congénies
Congénies är en kommun i departementet Gard i regionen Occitanien i södra Frankrike. Kommunen ligger i kantonen Sommières som tillhör arrondissementet Nîmes. År 2022 hade Congénies 1 628 invånare.

## Befolkningsutveckling
Antalet invånare i kommunen Congénies
Referens:INSEE